# Truyện cổ tích cho tuổi mười bảy
Truyện cổ tích cho tuổi mười bảy là một bộ phim tâm lý dành cho lứa tuổi mới lớn do Nghệ sĩ ưu tú Xuân Sơn đạo diễn. Đây cũng là tác phẩm đầu tay của nhà biên kịch Trịnh Thanh Nhã, ra mắt lần đầu năm 1988.

## Nội dung
Những rung động tuổi mới lớn, nỗi nhớ thương người thân nơi chiến trường, những mộng mơ và băn khoăn vô định đầu đời… đã tạo nên không gian cho một câu chuyện cổ tích với cô bé An.
Truyện phim bắt đầu với cô bé tên An. Khi đưa tiễn những chàng trai lên đường ra trận, cô nhặt được một cánh thư rơi của một chiến sĩ tên Thái. Cô đã tìm đến địa chỉ nhà anh và gửi lá thư cho mẹ anh. An mồ côi mẹ từ nhỏ, gia đình Thái lại chỉ duy nhât có người mẹ còn ở nhà. Như tìm được niềm an ủi, hai người thân thiết với nhau rất nhanh, mẹ Thái cũng động viên cô viết thư cho Thái. Từ đây cô bắt đầu nảy sinh tình cảm với người lính đang ngoài mặt trận.
Trong lớp, An luôn được các chàng trai học cùng tán tỉnh đùa giỡn. Một trong số đó là Hải, người thật sự thích An, nhưng An nhiều lần lảng tránh. Hải cũng là người duy nhất đứng lên bênh vực An khi An bị kiểm điểm vì học hành sa sút, mải mê yêu đương quá sớm. Bước ngoặt xảy ra khi những người bạn của An trong đó có Hải phải ra mặt trận. Cùng lúc đó, cô nhận được tin từ chiến trường, Thái đã hi sinh ở chiến trường Nam Lào. An dần trân trọng những gì mình đang có: đó là Hải. Cảnh phim kết thúc khi cô chạy tới nơi tiễn chân những người lính ra đi và hồi tưởng lại trong sự nuối tiếc khôn nguôi.

## Chế tác
Truyện cổ tích cho tuổi 17 ra đời năm 1988 như một làn gió mát thổi vào điện ảnh Việt Nam, một bộ phim về chiến tranh mà không hề có khói súng.
Với bộ phim này, Lê Vi đã có một khởi đầu đẹp đẽ với điện ảnh, từ đó trở thành một trong những nữ diễn viên nổi tiếng nhất của điện ảnh Việt Nam. Tình yêu luôn có sức sống mãnh liệt, trong bối cảnh chiến tranh nhiều hi sinh mất mát, nó chỉ bền chặt hơn. Phim khắc họa rất thành công người con gái Việt Nam, một câu chuyện cổ tích không xa vời. Mọi chi tiết đều nhẹ nhàng, đơn giản nhưng sâu sắc đúng như phong cách kín đáo, thâm trầm của người Đông phương nói chung và dân tộc Việt Nam nói riêng.
Với bộ phim này, Lê Vi đã có một khởi đầu đẹp đẽ với điện ảnh, từ đó trở thành một trong những nữ diễn viên nổi tiếng nhất của Điện ảnh Việt Nam.

## Sản xuất
- Thư ký trường quay: Lý Văn Việt
- Kịch vụ: Bùi Trần Quyển
- Âm nhạc: Nguyễn Xinh, Đỗ Dũng
- Biên tập nhạc: Nguyễn Lân
- Phục trang: Nguyễn Phương Khanh
- Hóa trang: Vương Lan Anh
- Ánh sáng: Nguyễn Bảo Chi, Trần Đình Phúc
- Đạo cụ: Nguyễn Văn Sinh
- Dựng cảnh: Hoàng Văn Hoan
- Phục trang: Mai Phương
- Tiếng động: Minh Tâm
- Quay phối hợp: Viết Tuấn, Lê Nguyên Thủy

## Diễn xuất
- NSƯT Lê Vi... An
- NSƯT Vũ Thanh Tú... Thu
- NSND Trần Hạnh... Bình
- Hà Phong... Hải
- NSND Thu Quế... Hạnh
- Tuấn Minh... Tuấn
- NSND Hoàng Cúc... Cô giáo dạy Văn
- NSƯT Chí Trung... Thái
- Bích Vân... Cô hiệu trưởng
- NSND Trịnh Thịnh... Bác bảo vệ
- Mạnh Sinh... Bác thợ ảnh
- NSƯT Chiều Xuân... Bạn gái cùng bàn

## Giải thưởng
| Năm  | Lễ trao giải                                                    | Hạng mục                 | Đối tượng đề cử | Kết quả       | Nguồn             |
| ---- | --------------------------------------------------------------- | ------------------------ | --------------- | ------------- | ----------------- |
| 1988 | Liên hoan phim Việt Nam lần thứ 8                               | Phim truyện điện ảnh     | (bộ phim)       | Bông sen vàng | [ 1 ] [ 2 ] [ 3 ] |
| 1988 | Liên hoan phim Việt Nam lần thứ 8                               | Đạo diễn xuất sắc        | Xuân Sơn        | Đoạt giải     | [ 1 ] [ 2 ] [ 3 ] |
| 1988 | Liên hoan phim Việt Nam lần thứ 8                               | Biên kịch xuất sắc       | Trịnh Thanh Nhã | Đoạt giải     | [ 1 ] [ 2 ] [ 3 ] |
| 1988 | Liên hoan phim Việt Nam lần thứ 8                               | Quay phim xuất sắc       | Trương Minh     | Đoạt giải     | [ 1 ] [ 2 ] [ 3 ] |
| 1988 | Liên hoan phim Việt Nam lần thứ 8                               | Họa sĩ thiết kế xuất sắc | Phạm Quang Vĩnh | Đoạt giải     | [ 1 ] [ 2 ] [ 3 ] |
| 1988 | Liên hoan phim Việt Nam lần thứ 8                               | Âm nhạc xuất sắc         | Nguyễn Xinh     | Đoạt giải     | [ 1 ] [ 2 ] [ 3 ] |
| 1988 | Giải thưởng văn học - nghệ thuật Thủ đô lần thứ hai (1981-1986) | Điện ảnh - phim truyện   | (bộ phim)       | Giải C        | [ 4 ]             |